# سیبریج گولد
سیبریج گولد (انگلیسی: Seabridge Gold) شرکت معدن کانادایی است، که در سال ۱۹۷۹ تأسیس شد.